# 1916 na televisão

## Nascimentos
| Data          | Nome        | Profissão                                  | Nacionalidade  | Observações | Ref   |
| ------------- | ----------- | ------------------------------------------ | -------------- | ----------- | ----- |
| 4 de abril    | David White | ator                                       | Estados Unidos | m. 1990     | [ 1 ] |
| 6 de maio     | Zezé Macedo | atriz                                      | Brasil         | m. 1999     | [ 2 ] |
| 12 de junho   | Irwin Allen | diretor, produtor de cinema e de televisão | Estados Unidos | m. 1991     | [ 3 ] |
| 14 de outubro | Jack Arnold | diretor e ator                             | Estados Unidos | m. 1992     | [ 4 ] |

## Mortes
| Data | Nome | Profissão | Nacionalidade | Observações | Ref |
| ---- | ---- | --------- | ------------- | ----------- | --- |